# Sävsjö församling
Sävsjö församling är en församling inom Njudung-Östra Värends kontrakt i Växjö stift inom Svenska kyrkan och ligger i Sävsjö kommun. Sävsjö församling bildades år 1947, av sammanslagning av Vallsjö församling och Norra Ljunga församling samtidigt som Sävsjö stad bildades.  Församlingen är moderförsamling i Sävsjö pastorat.
Kyrkor som ingår i församlingen är Vallsjö gamla kyrka, Vallsjö nya kyrka, Hjärtlanda kyrka, Norra Ljunga kyrka samt Skepperstads kyrka. 

## Administrativ historik
Församlingen bildades 1947 genom en ombildning av Norra Ljunga församling som då också utökades med Vallsjö församling. Församlingen utgjorde fram till 1962 ett eget pastorat för att från 1962 vara moderförsamling i pastoratet Sävsjö och Hjärtlanda som 1992 utökades med Skepperstads församling. År 2010 uppgick Skepperstads och Hjärtlanda församlingar i församlingen. Från 2006 är församlingen moderförsamling i Sävsjö pastorat.

## Organister
| Verksam   | Namn                     | Levnadstid | Övrigt    |
| --------- | ------------------------ | ---------- | --------- |
| 1963–1964 | Torsten Engelbert Rygert | 1904–      | Organist. |